# Roi de rien
Albums de Michel Rivard
Rivière... et autres chansons symphoniques
(2008) L'Origine de mes espèces
(2019)
Roi de rien est un album de l'auteur-compositeur-interprète québécois Michel Rivard édité au Québec en 2013 par Spectra.

## Titres
| No  | Titre              | Durée |
| --- | ------------------ | ----- |
| 1.  | Roi de rien        |       |
| 2.  | Styromousse        |       |
| 3.  | Mélodie            |       |
| 4.  | Et on avance       |       |
| 5.  | Dans l'bois        |       |
| 6.  | Shangrila          |       |
| 7.  | Ma sœur la lune    |       |
| 8.  | Après l'orage      |       |
| 9.  | Vertige            |       |
| 10. | Une lettre ouverte |       |
| 11. | Avalanche          |       |
| 12. | Merci pour tout    |       |
| 13. | Cœur de vinyle     |       |
| 14. | Le gars d'en haut  |       |
| 15. | Paulo              |       |